# Klekl József (politikus)
Klekl József, (szlovénül: Jožef Klekl) (Krajna, 1874. október 13. – Muraszombat, 1948. május 30.) magyarországi szlovén római katolikus pap, politikai vezető. Az első világháború után tevékenyen támogatta a Vendvidék (a mai Muravidék, illetve Szentgotthárd és közelebbi környéke) Jugoszláviához csatolását, de az esetleges önálló államiság lehetősége is megfordult előtte. Ő vitte keresztül a vend nyelv 20. századi neologizmusát, s rendületlenül védte azt Jugoszláviában, többek között azon szocialista elképzelésekkel szemben, amelyek ennek teljes eltávolítását szorgalmazták.

## Életrajza

### Korai évek
A stájer határ mellett született, a mai Véghelyen (Krajna néven Szlovénia része) német eredetű családban, szülei Klekl István és Sálmán Teréz földművesek voltak. Nagyapja Anton Klekl a Regede melletti Kellerdofból települt a Vendvidékre, az 1850-es évek tájékán. Második házasságából született István nevű fia, József apja. István testvérének, Andrásnak a fia Klekl József író volt, aki unokatestvérével együtt részt vett a vidék kulturális és politikai életében is később.

1897. július 11-én szentelték fel. 1897-től 1902-ig Csendlakon (ma Tišina, Szlovénia) volt káplán, 1902-től 1903-ig a burgenlandi Incéden, 1903-tól 1905-ig Cserföldön (ma Črenšovci, Szlovénia). 1905-ben megkapta a szentsebestyéni (ma Pečarovci, Szlovénia) templomot, ahol azonban csak öt évig élt, mert megromlott egészségi állapota arra késztette, hogy már harminchat évesen nyugdíjba menjen és Cserföldön élt tovább. Munkáját nem hagyta abba, s ezentúl írással és politikával kezdett el foglalkozni.

### Filozófiája
1904-ben az ő közreműködésével indult el a vend nyelven szóló Marijin liszt c. katolikus havilap, majd 1914-ben a Marijin liszt mellékletéből kinövő Novine, amely részben vallási, részben napilap volt, de egyúttal radikális nézeteket is vallott, a liberális eszméket pedig fenyegetőnek tekintette a katolicizmusra, ebben szerepet játszott Wekerle Sándor miniszterelnöksége is, aki bevezette a polgári válást, ez pedig semmissé tehette a templomi házasságot is. Klekl így a magyar liberalizmus és magyarosítás ellen egyszerre emelte fel a szavát. A magyarosítások ugyanis fenyegették saját nemzetiségét. Klekl jól látta, hogy az erős nemzettudat hiányát a kis magyarországi szlovén nemzetiségben a gazdasági fejletlenség okozza, mivel a Vendvidék az ország egyik legterméketlenebb régiója volt, ez pedig idénymunkára és napszámra késztetett sok szlovént. A területen kevés üzem működött és a vasúthálózat is gyatra volt. Klekl elképzelései abból álltak, ha nagyobb politikai hatalomra tesz szert a Vendvidéken, akkor elsődleges céljának a gazdaság és infrastruktúra fellendítését fogja keresztül vinni.

Számos más katolikus pappal és értelmiségivel támogatta a vendvidéki önállóság (Szlovenszka krajina), s az itt létrehozandó autonóm, félfüggetlen területnek ő lett volna a vezetője. Borovnyák József és Ivanóczy Ferenc útját követve tovább építette a kapcsolatokat a két Habsburg tartományban Krajnában és Stájerországban élő szlovén politikai csoportokkal, Ivanóczy halála után (1913) már ő lett a Szlovén Néppárt vezetője. Tudomása volt az első világháború kitörése előtt arról, hogy egységes délszláv államot akarnak létrehozni, de ez kezdetben bizalmatlansággal töltötte el, mert az államalakulat létrehozása szerb vezetéssel történne, a szerbek pedig ortodoxok voltak. Egy ilyen ortodox dominanciájú államban mint Klekl, mint a magyarokat pártoló evangélikusok kétséges jövőt láttak. Klekl ezért jobban szerette volna, ha a délszláv egység megteremtése a katolikus horvátok alatt történne. Klekl a magyar liberalizmust is a katolikus vallás fő ellenségének tekintette, de Magyarország mellett azzal a feltétellel megmaradt volna, ha a Vendvidék autonómiát nyerne a magyar határokon belül és belügyeibe a magyar állam nem szól bele, ezáltal az ő kormányzásával liberális erők nem érvényesülhetnének, így még a magyarosítás, vagy elmagyarosodás is meggátolható.

### Az első világháború után
Az első világháború után, s a Monarchia katonai vereségével Magyarország rá a közelgő összeomlás és szétdarabolás várt. Klekl hazáját a háborúnak a gazdaságban tett kárai is rosszul érintették, ami zavargásokhoz és baloldali elemek erősödéséhez vezetett. Klekl jól tudta, hogy a bolsevizmus a liberalizmusnál is hatalmasabb veszélyt jelenthet a keresztény vallásra, ettől még a Klekllel ellentétes álláspontot képviselő evangélikusok is megrettentek.

Most, hogy Magyarország megrendült, Klekl látta, hogy a magyarok szükségük van a nemzetiségekkel való kiegyezésre, de leginkább abban bízott, hogy a Vendvidék egyesülhet a Szlovénia néven egységesülő két osztrák tartománnyal. Először azonban azt kellett tapasztalnia, hogy sem a szlovének, sem Belgrád nem tanúsít komolyabb figyelmet a kicsiny régió iránt, némelyik szlovén politikusnak például csak most jutott tudomására, hogy itt is van szlovén kisebbség. Klekl és köre ezt először nagyon zokon vette, ezért Jászi Oszkár javaslata felé húzott, amely svájci mintára kantonokat akart felállítani a nemzetiségek lakta területen. 1918-ban már leginkább kisebb peremrégiók, így Kárpátalja, a Muraköz és a Vendvidék megtartására fektettek hangsúlyt. Károlyi Mihály miniszterelnök először csak kulturális autonómiát kívánt biztosítani a szlovéneknek ami egy ún. Mura megye, vagy Vend megye lett volna. Ebben például az elemi és részint a középiskolai oktatásból is kizárták volna a magyar nyelvet és soha semmi szín alatt nem folytattak volna magyarosítást. Klekl viszont más programmal állt elő. Ahogyan a németeknek és ruszinoknak biztosították, úgy Klekl a honfitársainak is egy kantont akart, a Szlovenszka krajinát. Klekl programjában megszervezte volna a területi kormányt, kibővített infrastruktúrát és önálló oktatási rendszert akart szervezni, mégpedig magyar tőkéből. Hivatalos nyelvnek a vend nyelvet tette volna (ezt a szlovén fél sem sérelmezte!), s haderőt is kívánt szervezni. A Szlovenszka krajinában magyar falvak és városok (Szentgotthárd és Alsólendva) belekapcsolását tervezte. A magyar fél azonban habozott, ám 1918 végén, amikor egyre fenyegetőbb lett helyzet – ugyanis a szerb és román csapatok sorra foglalták el az ország déli és keleti részeit –, a Károlyi beleegyezett és a szintén szlovén Obál Béla vállalta, hogy kialakítja a Szlovenszka krajinát. Kleklék viszont már nem bíztak a magyar félben, ezért elutasították Belatincon a javaslatot, s mindenképp egyesülni akart a Szlovén–Horvát–Szerb Állammal. Itt felmerült az egyoldalú elszakadás lehetősége is, bár Klekl óvatosan közelítette meg ennek kérdését. A magyar kormány erre felfüggesztette az ügyet, de Klekl nem tágított. Mivel egyelőre a délszláv továbbra sem mutatott hajlandóságot arra, hogy bevonul a Vendvidékre (leszámítva a horvát önkéntesek támadását az év végén, amit azonban Kleklék sem pártoltak), ezért Kleklék úgy gondolták, hogy kimondják a terület függetlenségét és kérik a felvételét külön tagállamként Szlovénia mellett a belgrádi föderációba. Anton Korošec szlovén politikus maga is így látta jónak a vendvidéki csatlakozást, mivel figyelembe vették a nagyfokú különállását a területnek. Kleklnek szembe kellett néznie azzal is, hogy a magyarokat pártolók szlovének egy csoportja, élén Mikola Sándorral, elképesztően nagy alázatot tanúsítva a magyarokkal szemben hamis történetietlen elméleteket kezdett a párizsi békekonferencián terjeszteni a vendvidéki szlovénekről, miszerint ők nem is szlovének, hanem kelta, vagy pedig magyar eredetű, elszlávosodott népcsoport. Mikoláék azt akarták, hogy a szlovénség mielőbb asszimilálódjon a magyarokba, ezáltal meggátolható lesz egy csapásra az elcsatolás. Bár Párizs hajlandónak mutatkozott meghagyni a Vendvidéket Magyarország számára, nem Mikola állításai miatt, hanem azért, mert a viszonylag értéktelen területet Belgrád nem igényelte. 1919-ben azonban a megváltozott a helyzet, mert Károlyi lemondott és átadta a helyét a szociáldemokratáknak, akik kiegyeztek a kommunistákkal és létrehozták a Magyar Tanácsköztársaságot. Klekl ádázabb ellenségre akadt Kun Béla és a kommunisták személyében, akik elvették tőle a Novinét és bolsevik szellemben próbálták átszerkeszteni. Klekl mindenképp szabadulni akart a kommunistáktól, de tétovázott abban, hogy kikiáltsa a Vendvidék függetlenségét. A szintén bolsevik-ellenes álláspontot képviselő Belgrád azonban határozott lépésre szánta el magát és ennek jegyében fel akarta „szabadítani” szlovén testvéreit a kommunisták uralma alól, s csapatokat sorakoztatott fel a Muraközben. A Vörös Hadsereg csapatai is készültek a harcra, azonban újabb váratlan események történtek. 1919-ben létrejött Vendvidéki Köztársaság, amelyet egy korábban kommunista kötelékben tevékenykedő népbiztos, katonatiszt és tanár Tkálecz Vilmos hozott létre. Tkálecz nem volt tagja Klekl csoportjának és nem pártolta korábban a szlovén függetlenségi törekvéseket. Csupán azért lépett hirtelen a hazafias útra, mert csempészés miatt nyomoztak ellene. Ennek tetejében Tkálecz is részt vállalt a Novine baloldalivá tételében, ezért Klekl egyáltalán nem támogatta, sőt később igen negatív véleményt alkotott róla. A köztársaság megdöntése és a bolsevista Magyar Tanácsköztársaság bukását követően egyre határozottabban kezdett orientálódni a Szerb–Horvát–Szlovén Királyság felé.
Kleklnek azonban Jugoszláviában azt kellett tapasztalnia, hogy a vend nyelv igen könnyen háttérbe szorulhat és a katolikus vallást sem tisztelik. Klekl pontosan tudta, hogy a vend, amit ő második szlovén nyelvnek tekintett, az egyik összetartó ereje volt Magyarországon is a szlovén nemzetnek. Küzmics Miklós is úgy fogalmazott a 18. század végén, hogy az itteni szlávok bár szlovénok, de saját nyelvük van, ezért inkább ennek használata az érdemesebb. Klekl ezért a Novinét továbbra is vendül írta és sok más katolikus sajtó kiadványt is vendül jelent meg. Miško Kranjec, az utóbb kommunistává vált író eleinte Klekllel azonos pontot képviselt, s cikkeket írt a Novinéban, ahol az agrárreform mellett emelte fel szavát. Klekl szintén képviselte ezeket az érdekeket Belgrádban. Kranjec sodródása a baloldal felé szembeállította Klekllel és a kommunista internacionalizmus hatása alatt is, az 1930-as években kijelentette, hogy a vend nyelvet a sajtóban és a közélet minden területén a Muravidéken el kell távolítani. Kranjecnak ez a baloldalitól szokatlan kijelentése némileg szlovén össznemzeti jelleget is tartalmazott, mivel hangsúlyozta a szlovén nemzeten belül a szlovén nyelv előbbre valóságát. Klekl nem nem osztotta a nézeteit, már csak baloldalisága miatt sem, de addig Kranjecnak nem is volt nagyobb hangja, amíg a kommunisták befolyása nem lett erősebb az országban. Kranjec a fejlődés mellett érvelt, Klekl azonban a hagyomány és a régi szokások elhajítása lenne a vend nyelv teljes kivonása, ugyanis a vend mély tradícióval bíró nyelv.
1919-ben magyar katonák kísérletet tettek Alsólendva visszafoglalására. A fegyveres akcióhoz helyi lakosok is csatlakoztak, akik később ezért börtönbe kerültek. Klekl és több muravidéki szlovén viszont szót emelt szabadon bocsátásuk mellett. Egyes állításokkal ellentétben Klekl nem volt magyarellenes. Csupán a magyar politikai vezetés erőszakos magyarosító politikáját minősítette negatívan, ezért szorgalmazta a Jugoszláviával való egyesülést, mivel a magyaroktól nem sok jót várt. A magyar lakosságot azonban kifejezetten pártolta és Szlovenszka krajinán belül is széles körű jogokot biztosított volna számukra.
A második világháború előtt a Marijin ograček gyermeklapot jelentette meg. Ezekben a művekben felújította a vend irodalmi nyelvet, amelyet nélkülözhetetlen eszköznek tekintett a katolikus vallás ápolásában.

### A második világháború idején
1941-ben, amikor a magyar hadsereg bevonult a Muravidékre, rögvest elindultak az új magyarosítások. Egy csapásra betiltották a legtöbb vend nyelvű lapot a területen, még a magyarokhoz lojális evangélikus újságokat. Mikola Sándor kidolgozott hamis elképzelései nyomán kijelentették, a vendek magyarok, akiknek be kell olvadniuk a magyar nemzetbe, ezért nincs szükséges nem magyar nyelv használatára.
Azon nyomban eljárás indult azok ellen, akik az első világháború utáni elszakadási mozgalmakban vettek részt. Klekl Józsefet ún. „hazaárulás és nemzetietlenség” címén állították bíróság elé. A vádat képviselők szerint Klekl mint magyarországi születésű egyén, magyar számít és munkássága a magyar nemzet elárulása volt. Kleklet Celldömölkön tartották internálásban, de korára és az ügy előrehaladottságára való tekintettel nem ítélték el. Egyes magyar források rendkívül elfogultan hangsúlyozzák, hogy Klekl ezúttal nem szólalt fel a magyar megszállás ellen, valójában egyre romló egészségi állapota miatt már nem lehetett olyan aktív, mint korábban, hiszen ekkor már majdnem hetvenéves volt.

### A második világháború után
1945-ben, amikor a magyarok feladni kényszerültek a Muravidéket, Klekl nem állhatott vissza a régi helyére. Jugoszlávia ugyanis kommunista állammá vált, s a Muravidék kommunista szervezésében most már az effektíven kommunistaként működő Miško Kranjec tevékenykedett. Kranjec nyomán nem állhatott vissza a Novine és a többi vend újság, s a szlovén nyelv túlsúlya érvényesült az itteni sajtóban. Klekl mindig is gyűlölte a kommunistákat, s bár nem állították elő ellenzékisége miatt, de élete utolsó éveit háttérbe szorulva tölthette. 1948-ban, hetvennégyéves korában halt meg. Sírja Muraszombatban van, a plébánosoknak fenntartott helyen, a Szapáryak kriptája mellett.

### A kommunizmus bukása után
A kommunizmus bukásával munkásságát a Muravidéken újból felfedezi az értelmiség, egyelőre azonban a katolikus vallás megtartása és a keresztényi erkölcsi nevelésben tett szerepét tárják fel.